# Baie Lapataia
La baie Lapataia (en espagnol : Bahia Lapataia) se trouve dans le parc national de la Terre de Feu en Patagonie argentine. Orientée ouest, elle donne sur le canal Beagle. Son entrée se fait entre la pointe Italam au nord et la pointe Entrada, au sud. L'île Redonda se place devant ces deux pointes. Au fond de la baie se trouve Puerto Arias, un petit ponton où accostent des bateaux touristiques qui partent d'Ushuaïa. Une balise de trois bandes de couleur noire/blanche/noire et qui possède un feu, se situe sur la pointe Diablito, sur la côte sud et au milieu de la baie. Elle est nommée,  balise Lapataia. Les eaux des lacs Roca et Negra et des rivières Los Castores et Lapataia s'y déversent. 

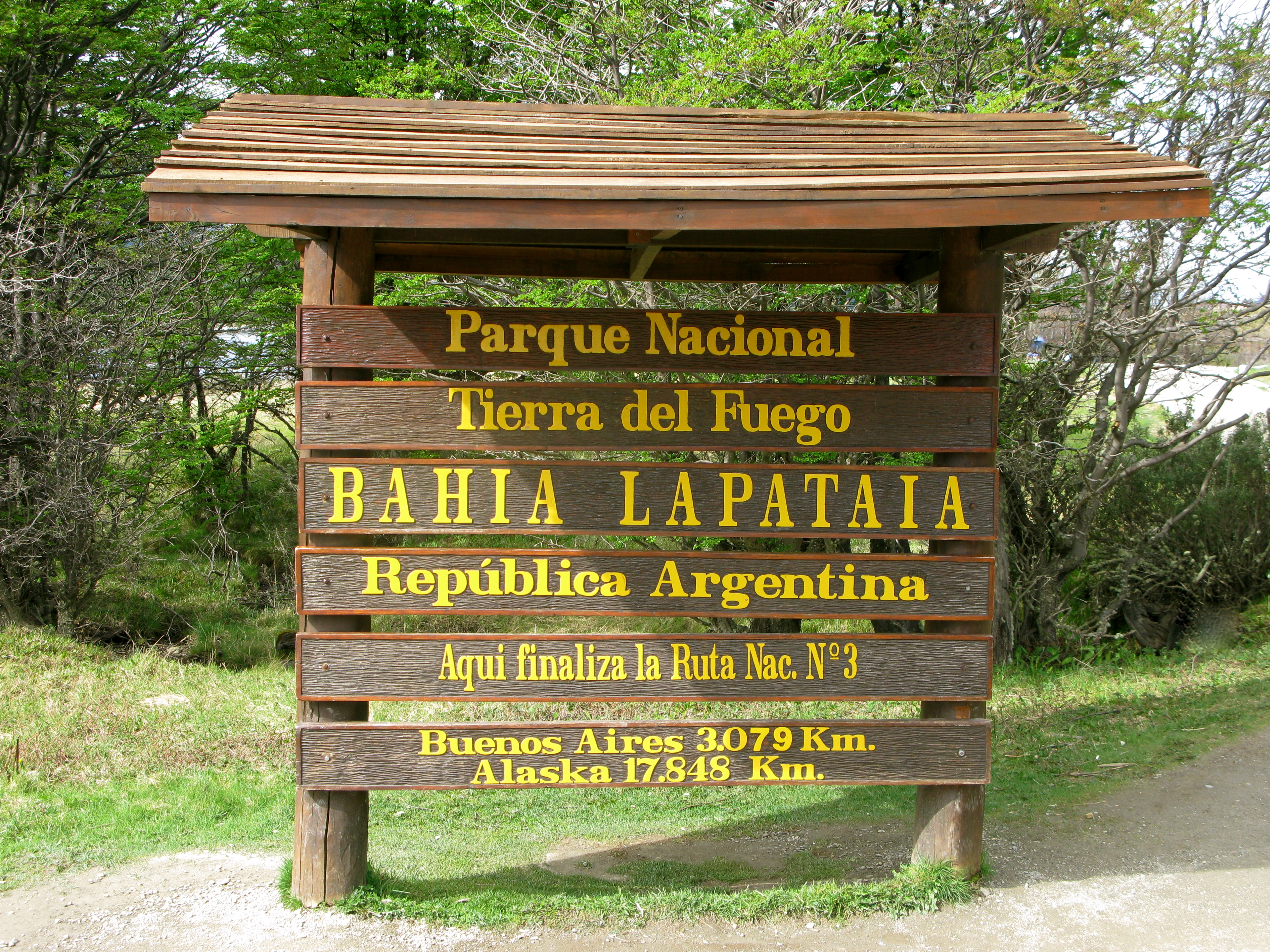
Parking marquant la fin de la route panaméricaine.

Lapataia vient du mot lapataya, qui signifie baie du bon bois en langue amérindienne Yamana (Yagan).
C'est à cet endroit que se termine la Ruta 3, la fameuse Transaméricaine.